# For All We Shared...
For All We Shared... is het debuut muziekalbum van de Britse muziekgroep Mostly Autumn. Het is direct een voltreffer voor het kleine Cyclops Records, een platenlabel gespecialiseerd in nieuwe progressieve rock. De muziek is een mengeling van Ierlandachtige folk en symfonische rock. Het gitaarspel van Josh doet af en toe sterk denken aan dat van David Gilmour van Pink Floyd. In de kritieken werd dat enigszins overbelicht, aangezien het er toen naar uitzag dat Floyd niets meer zou uitbrengen. Die vergelijking zou een zware last voor de groep worden. Men dacht in Mostly Autumn de nieuwe Floyd te vinden. Het is het enige album met Allan Scott op drums and Kev Gibbons op fluitjes.

## Musici
- Bryan Josh – zang, gitaren; E-Bow
- Heather Findlay – zang, tamboerijn, akoestische gitaar
- Iain Jennings – keyboards; zang
- Laim Davison - gitaren; zang
- Bob Faulds – viool
- Stuart Carver – basgitaar
- Kev Gibbons – allerlei fluitjes
- Allan Scott – slagwerk

met:
- Angela Goldthorpe – dwarsfluit en andere fluiten
- Chè – Djembe

## Track listing
1. "Nowhere to Hide (Close my Eyes)" (Findlay/Josh)(6:12)
2. "Porcupine Rain" (Findlay/Josh/Jennings) (4:40)
3. "The Last Climb" (Josh) (8:00)
4. "Heroes Never Die" (Josh/Rayson)(9:33)
5. "Folklore" (Trad.)(5:49)
6. "Boundeless Ocean" (Josh/Jennings)(5:42)
7. "Shenanigans" (Faulds)(3:50)
8. "Steal Away" (Josh)(4:56)
9. "Out of the Inn" (Josh)(6:43)
10. "The Night Sky" (Josh)(10:25)

## Hoes
- Hoes